# Kabouter Wesley
Kabouter Wesley is een Belgische strip- en tekenfilmreeks over een chagrijnige kabouter, bedacht door Jonas Geirnaert. In beide versies is de tekenstijl bewust naïef en amateuristisch gehouden en de situaties surrealistisch en gewelddadig, vaak ook met schuttingtaal en onderbroekenlol.

## Geschiedenis

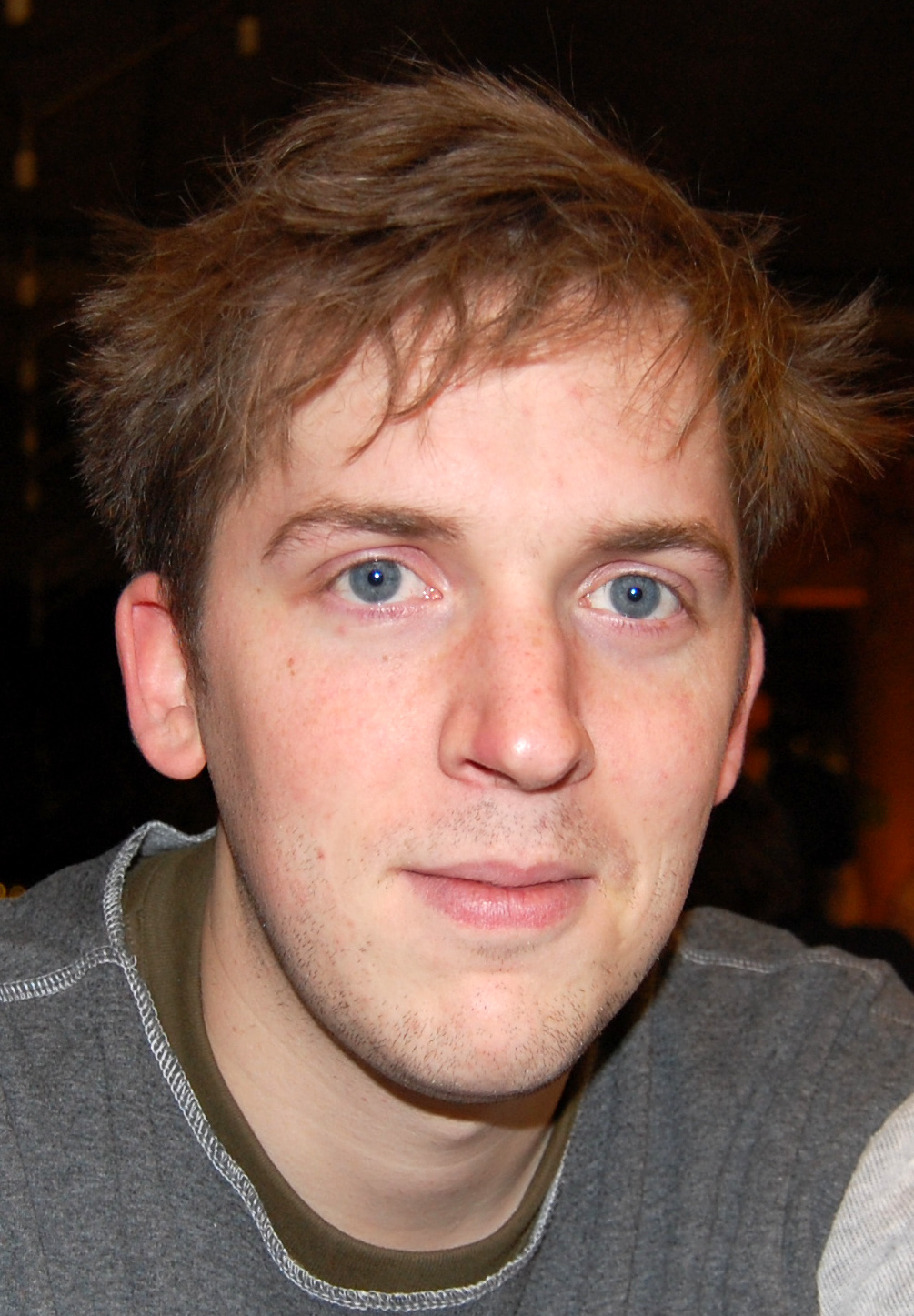
Jonas Geirnaert, de bedenker van Kabouter Wesley

Jonas Geirnaert bedacht de figuur Kabouter Wesley toen hij zijn animatiefilm Flatlife (2004) maakte. Doordat hij zo perfectionistisch aan deze film bezig was had hij een simplistisch figuurtje en onnozele verhaaltjes nodig om tijdens het tekenen wat stoom af te laten. Op 18 november 2008 verscheen de strip voor het eerst als reeks in het Belgische weekblad Humo. Dit gebeurde tot 2010, zij het op onregelmatige basis.
Tijdens het najaar van 2009 werd Kabouter Wesley nieuw leven ingeblazen via een reeks korte tekenfilmpjes, wekelijks uitgezonden in Man Bijt Hond op Eén. Geirnaert sprak zelf de stem in van kabouter Wesley. Jelle De Beule verzorgde de andere stemmen. Alle tekenfilmpjes zijn verfilmingen van oorspronkelijke strips die in Humo zijn verschenen. Volstok, een Gents animatiebedrijf, verzorgde de animatie van Kabouter Wesley. Zowel in België als in Nederland zijn de strips, en vooral de tekenfilmpjes inmiddels veelbekeken. Via YouTube was het filmpje 'Paddenstoel' al meer dan 1 miljoen keer bekeken. Geirnaert is in verschillende media te gast geweest om te praten over zijn creatie, waaronder ook bij de Nederlandse publieke omroep in het televisieprogramma De Wereld Draait Door op woensdagavond 11 november 2009.
Sinds 22 januari 2010 wordt Kabouter Wesley in Nederland uitgezonden door Comedy Central.
De muziek die gebruikt werd bij de afleveringen is meestal van de organist Klaus Wunderlich, gespeeld op een Hammondorgel. Onder andere worden gebruikt het nummer La Felicidad, van het album The Golden Sound of Hammond (aka Hammond Für Millionen), Hasta La Vista, van het album Hammond Pops 10, en Tico Tico van Südamerikana. Daarnaast werd ook Coconut van The Electronic System gebruikt. In de aflevering 'Vakantie' werd het lied The Mexican Cactus van Jean-Jacques Perrey gebruikt.
Hoewel de filmpjes van Kabouter Wesley vaak gewelddadige en obscene thema's behandelen, variërend van doodslag tot coprofagie, is er volgens Geirnaert (per januari 2010) slechts één boze brief binnengekomen bij Woestijnvis (het televisiebedrijf dat verantwoordelijk is voor de productie van Man Bijt Hond), over bestialiteit in de aflevering "Computer". Geirnaert: "Een kijker vond dat dit echt niet kon."

## Boeken
- Humo's Super Zakagenda 2010

Uitgegeven op 15 december 2009 met Kabouter Wesley als thema. De opbrengst van deze agenda was voor Music For Life.
- Het Grote Kabouter Wesley Boek

Uitgegeven op 4 oktober 2010 door Borgerhoff & Lamberichts. Het boek is 40x50 cm groot en bevat 48 pagina's. In dit boek zijn de strips uit het tijdschrift Humo en de Zakagenda 2010 verzameld (ISBN 9789089311535).
- Humo's Super Zakagenda 2011

Uitgegeven op 23 november 2010 met nieuwe avonturen van Wesley en Jos het debiele ei. De opbrengst van deze agenda is voor Music For Life.
- Astrologische zever!!! : de horoscopen

Uitgegeven in 2011 door Borgerhoff en Lamberigts. Een boekje van 28 pagina's met de dertien strips over horoscopie die eerder verschenen in Humo's Super Zakagenda 2010 (ISBN 9789089312181).
- Het Kleine Kabouter Wesley Boek

Uitgegeven op 29 september 2011 door Borgerhoff & Lamberigts. Het boek is 20x15 cm klein en bevat 320 pagina's. In dit boek zijn de strips uit het tijdschrift Humo en de Zakagenda 2010 verzameld. Het bevat 0 nieuwe avonturen (ISBN 9789089312358).
- Humo's Super Zakagenda 2012

Uitgegeven op 21 november 2011 met nieuwe avonturen van Wesley en Jos het debiele ei. De opbrengst van deze agenda is voor Music For Life.

## Afleveringen

### In Man Bijt Hond
| Aflevering | Titel aflevering                                        | Titel strip                     | Samenvatting | Uitzenddatum                        |
| ---------- | ------------------------------------------------------- | ------------------------------- | --- | ----------------------------------- |
| 1          | Muil slaan                                              | Paddenstoel                     | Kabouter Wesley wil een paddenstoel op zijn muil slaan, maar die heeft geen muil. Dus hij tekent een muil. Maar dan wil hij de bewoner op zijn muil slaan maar dat mag niet want die heeft een bril.                              | 31 augustus 2009                    |
| 2          | Egel                                                    | Egel                            | Kabouter Wesley komt een egel tegen die flauwe moppen vertelt. Als hij de egel slaat roept deze de politie. | 7 september 2009                    |
| 3          | Varkenspest                                             | Varkenspest                     | Een varken dat lijkt op een slecht getekende poes is op de vlucht voor de varkensruiming. Een van de twee ruimers kan dt-fouten horen.                                                                                            | 14 september 2009                   |
| 4          | Tovergieter                                             | Gieter                          | Kabouter Wesley ontmoet een tovergieter die in brand vliegt als je "turbo turbo" roept. De spreuk blijkt ook bij anderen te werken.                                                                                               | 21 september 2009                   |
| 5          | Robots                                                  | Robots                          | Kabouter Wesley krijgt bezoek van robots uit de toekomst (volgende week om precies te zijn) die hem afplakkers van het Rode Kruis willen verkopen.                                                                                | 28 september 2009                   |
| 6          | Lotto                                                   | De lotto                        | Kabouter Wesley verliest met de lotto en reageert zijn agressie op anderen af. Dan blijkt dat hij toch gewonnen had, maar is een van zijn slachtoffers er met het lot vandoor. Met gastoptreden van Mister O van Lewis Trondheim. | 5 oktober 2009                      |
| 7          | Computer                                                | Computers                       | Kabouter Wesley en zijn computer Sloeber doen mee aan een computerwedstrijd. Op grond van de rekenopgave ontmaskert Sloeber kabouter Piet als dief. Ook toont hij een obscene foto van kabouter Jan.                              | 12 oktober 2009                     |
| 8          | Neushoorn                                               | Neushoorns                      | Kabouter Wesley bestelt een pizza calzone, maar krijgt per ongeluk steeds een neushoorn. Dan blijkt dat de neushoorns geen cola mogen.                                                                                            | 19 oktober 2009                     |
| 9          | Vakantie                                                | Skivakantie                     | Op skivakantie botst kabouter Wesley tegen een berggeit op die de koning van Perz... Mongolië blijkt te zijn. | 26 oktober 2009                     |
| 10         | Telefoon                                                | De telefoon                     | De telefoonmaatschappij voert technische werkzaamheden uit, dus moet kabouter Wesley bellen met de diepvries. | 2 november 2009                     |
| 11         | Diefdolfijn                                             | Dolfijn                         | Een dolfijn roept kabouter Wesleys hulp in omdat er een boot aan het zinken is. Het was echter een truc zodat de dolfijn Wesleys portemonnee kon stelen.                                                                          | 9 november 2009                     |
| 12         | Eend                                                    | Eend                            | Kabouter Wesley ziet een eend uit een UFO komen en stuurt een foto naar de krant. Een foto van de eend dus. | 16 november 2009                    |
| 13         | Brandverzekering                                        | Verzekeringen                   | Kabouter Wesley wil geen brandverzekering. Als de verkoper hem zegt dat het wettelijk verplicht is schreeuwt kabouter Wesley dat de man zijn eigen kak op moet eten en dat dat ook wettelijk verplicht is.                        | 23 november 2009                    |
| 14         | Bulldozer                                               | Bulldozer                       | Een impulsieve persoon, half kabouter half bulldozer, gooit kabouter Wesleys paddenstoel om. Dan vertelt hij zijn droevige levensverhaal.                                                                                         | 30 november 2009                    |
| 15         | Gelijke kansen                                          | Gelijke kansen                  | Kabouter Wesley moet, in verband met gelijke behandeling, meer vrouwen in zijn avonturen laten voorkomen. Hij weet alleen niet wat hij ermee aan moet.                                                                            | 7 december 2009                     |
| 16         | Kleurwiezen                                             | Kleurenwies                     | Kabouter Wesley krijgt telefoon van zichzelf in de toekomst. Hij leert kabouters uit de toekomst kleurenwiezen, maar dit loopt niet van een leien dakje.                                                                          | 14 december 2009                    |
| 17         | Zonder ogen                                             | Pets                            | Kabouter Wesleys lamp springt tijdens het lezen. Dan verveelt hij zich en zoekt hij in het donker de tv, maar dat gaat niet helemaal goed.                                                                                        | 4 januari 2010                      |
| 18         | Wat eten we?                                            | Snacks                          | Kabouter Wesley koopt een pita om mee te nemen, daarna laat hij zijn huis aan de pita zien. Als de pita vraagt wat ze gaan eten ligt het antwoord voor de hand.                                                                   | 11 januari 2010                     |
| 19         | Hallo politie?                                          | Noodoproep                      | Twee kabouters foppen de politie. De politieman is het zat en schiet per ongeluk kabouter Wesley dood. | 18 januari 2010                     |
| 20         | Gaan we muilen?                                         | Cinema                          | Kabouter Wesley gaat naar de bioscoop samen met een vogeltje. Daar draait de film Titanic. | 25 januari 2010                     |
| 21         | Sarcastische opmerkingen                                | Ballonvaart                     | Kabouter Wesley merkt iets op wanneer hij een ballonvaart wil maken. | 1 februari 2010                     |
| 22 / 23    | Reisbureau                                              | Op reis deel 1 / Op reis deel 2 | Aflevering in twee delen. Kabouter Wesley wil een reis boeken maar stoot zijn kop tegen een laag hangend plakkaat van het reisbureau.                                                                                             | 8 februari 2010 en 15 februari 2010 |
| 24         | Kabouter Wesley haalt zijn vliegbewijs                  | Astronaut                       | Kabouter Wesley wil zijn vliegbewijs halen wanneer er plots twee ruimtewezens aardlingen willen eten. Ze verspreken zich echter en zeggen "aardbeien".                                                                            | 22 februari 2010                    |
| 25         | Gênante momenten                                        | Memento                         | Kabouter Wesley zit in een café en zegt dat Memento een kutfilm is. Daarna speelt het hele verhaal zich van achter naar voor af.                                                                                                  | 1 maart 2010                        |
| 26         | Zee-egel                                                | Zeeëgel                         | Kabouter Wesley komt een zee-egel tegen die om een lift vraagt naar de zee. Kabouter Wesley neemt hem mee naar de auto... | 8 maart 2010                        |
| 27         | Oeioei ik heb precies mijn hoed vergeten                | Hoed                            | Kabouter Wesley is blij want er begint een nieuw avontuur. Hij besluit naar buiten te gaan, want daar is altijd wel iets te beleven. En dan, plots, denkt hij eraan: hij is z'n hoed vergeten....                                 | 16 maart 2010                       |
| 28         | De vriendschapsfee                                      | Vriendschapsfee                 | Kabouter Wesley is op wandel en ziet plots een klavertje duizend... | 23 maart 2010                       |
| 29         | Dienst overbodige informatie                            | Vijver                          | Kabouter Wesley maakt een wandeling en komt beduidend veel borden tegen met overbodige informatie... | 30 maart 2010                       |
| 30         | De vraag van 1 miljoen miljard                          | Bibliotheek                     | Kabouter Wesley doet mee aan een tv-quiz en krijgt een moeilijke vraag voorgeschoteld. | 6 april 2010                        |
| 31         | Bijles over de deur vergeten                            | De deur                         | Kabouter Wesley probeert zijn huis uit te gaan, maar het lukt niet. Omdat hij bijles over de deur 40 jaar geleden vergat te doen. Daarop belt hij naar de slotenmaker.                                                            | 13 april 2010                       |
| 32         | Kabouter Wesley en de huilende vogel                    | Pinguïn                         | Kabouter Wesley komt een wenende pinguïn tegen en probeert hem te troosten. | 20 april 2010                       |
| 33         | Kabouter Wesley en de raketijsjes                       | IJsjes                          | Kabouter Wesley heeft zin in een ijsje, maar de verkoper weigert hem er een te geven. | 27 april 2010                       |
| 34         | Zal ik hem eens aanzetten?                              | Telemorfose                     | Kabouter Wesley's tv heeft een fabrieksfout. En is het beu. | 4 mei 2010                          |
| 35         | Kabouter Wesley en de ISO-gevoeligheid van fotofilmpjes | Wat een dag                     | Tijdens zijn ruimtereizen maakt kabouter Wesley foto's en leert iets over de ISO-gevoeligheid van fotofilmpjes... | 11 mei 2010                         |
| 36         | Kaka in uw muil                                         | Tandartsen                      | Op een dag krijgt Kabouter Wesley bezoek van twee fopkabouters. | 18 mei 2010                         |
| 37         | Animeren                                                | Animatie                        | Kabouter Wesley gaat naar de filmstudio en verbaast zich onderweg over de kwaliteit van het animeren. | 25 mei 2010                         |
| 38         | Enkel in Humo verschenen                                | De superéénmalige comeback      | Kabouter Wesley heeft last van een terugkerende deur-aan-deurverkoper van deuren. | 2 juni 2020                         |

Van de Humo-strips 'Negeer de bever' en 'Floep' zijn geen geanimeerde versies uitgezonden.

### Special
| Naam                                                           | Reden                                     | Samenvatting |
| -------------------------------------------------------------- | ----------------------------------------- | --- |
| Willen jullie graag Kabouter Wesley zien?? (openingstekst)     | Introductie-aflevering                    | De eerste Kabouter Wesley-animatie was te zien op Humo's Pop Poll 2009. |
| Malariamug (VL)                                                | Reclamespot voor Music For Life           | Kabouter Wesley slaat een malariamug neer omdat die zich zou moeten schamen. In de dagen daarop slaat hij per ongeluk de presentatoren van Het Glazen Huis en dus ook van Music For Life het ziekenhuis in omdat hij denkt dat zij ook malariamuggen zijn. |
| Malariamug (NL)                                                | Reclamespot voor Serious Request          | Kabouter Wesley slaat een malariamug neer omdat die zich zou moeten schamen. In de dagen daarop slaat hij per ongeluk de presentatoren van het 3FM Serious Request Glazen Huis het ziekenhuis in omdat hij denkt dat zij ook malariamuggen zijn. |
| Kerstboodschap (DWDD)                                          | De Wereld Draait Door Kerstboodschap 2009 | Op 18 december 2009 zond De Wereld Draait Door aan het einde van de uitzending een kerstboodschap van Kabouter Wesley uit met De Wereld Draait Door als onderwerp. |
| Kerstboodschap (Man Bijt Hond)                                 | Man Bijt Hond Kerstboodschap 2009         | Op 21 december 2009 verscheen er een kerstboodschap van Kabouter Wesley op het net met Man Bijt Hond als onderwerp. |
| Wesley Sneijder                                                | Reclamespot voor Comedy Central           | Reclamespot voor Comedy Central om aan te kondigen dat Kabouter Wesley nu ook op de Nederlandse Televisie te zien is |
| Tetten fotograferen of Avontuur over manipulatie door de media | Humo's Pop Poll 2010                      | Tijdens Humo's Pop Poll wordt jaarlijks verkozen wie de lezers van Humo eens uit de kleren zouden willen zien gaan. In 2010 was dat Erika Van Tielen. Tijdens de uitreiking op 14 maart 2010 was te zien hoe Kabouter Wesley en Jos het debiele ei, een karakter van tekenaar Jeroom, bij Van Thielen thuis naaktfoto's komen maken. De aflevering duurt met 4'46" veel langer dan een normale Kabouter Wesley-aflevering en heeft ook een aftiteling. Deze draait zeer snel, behalve wanneer de namen van Jeroom of Jonas Geirnaert in beeld verschijnen. In de aftiteling worden zowel het idee als de subsidies voor de "tettenscène" toegeschreven aan Geert Bourgeois. |
| De Teloorgang van esthetische waarden in de vroege 21ste eeuw  | Humo's Pop Poll 2010                      | Aan Jonas Geirnaert werd op 14 maart 2010 de prijs voor Beste tekenaar uitgereikt tijdens Humo's Pop Poll. Om aan te tonen dat het publiek op de verkeerde gestemd had, liet hij deze animatiefilm vertonen. |
| Kabouter Wesley de Movie (titel genoemd door Guy Mortier)      | Humo's Pop Poll 2011                      | Op 27 februari 2011 kreeg Jonas Geirnaert voor het tweede achtereenvolgende jaar de medaille voor Beste tekenaar uitgereikt op Humo's Pop Poll. Een goed moment om "die kleine opdonder nog eens uit de kast te halen voor een heuse comeback". |

## Music For Life
2009
In 2009 leverde Kabouter Wesley een bijdrage aan de liefdadigheidsactie Music For Life. Via een veiling kon men een gepersonaliseerde Kabouter Wesley-strip kopen. Winnaar was café Den Bruinvis in Hombeek. Ook was er een aflevering te zien die gebaseerd is op Music For Life: Strijd tegen Malaria. Daarvan is tevens een Nederlandse versie gemaakt, voor de liefdadigheidsactie 3FM Serious Request van radiozender 3FM. De opbrengst van Humo's superzakagenda 2010 is ook ten voordele van Music For Life.
2010
In 2010 gaat de opbrengst van Humo's Superzakagenda 2011, die in het teken van Kabouter Wesley en Jos het debiele ei staat, naar Music For Life.
2011
In 2011 gaat de opbrengst van Humo's Superzakagenda 2012, die in het teken van Kabouter Wesley en Jos het debiele ei staat, naar Music For Life.

## Trivia
- Kabouter Wesley had een cameo in het De Kiekeboesalbum Omtrent Oscar.
- Hij had ook een gastoptreden in het Urbanusalbum Het Pedo-Alarm (2012).
- Op 23 juli 2010 was de eerste "Kabouter Wesley Dag" op het Cartoonfestival in Knokke-Heist. Hiervoor werd Kusttram tijdelijk omgedoopt in Kabouter Wesley-stijl.
- Fans plaatsten de belevenissen van Kabouter Wesley vrijwel onmiddellijk na uitzending op YouTube. Op 11 december 2009 werden alle filmpjes van Kabouter Wesley van die website verwijderd na uitdrukkelijk verzoek van Woestijnvis aan de Belgian Anti-piracy Federation (BAF). De maker, Jonas Geirnaert, liet daarop weten een dubbel gevoel aan de YouTube-filmpjes over te houden. Enerzijds geeft hij toe dat Kabouter Wesley zonder YouTube nooit zo'n succes zou gekend hebben o.a. in Nederland, anderzijds heeft hij begrip voor de commerciële belangen van Woestijnvis.[42]
- In het homagealbum 60 jaar Gefeliciflaterd waarin een schare Vlaamse en Nederlandse tekenaars een hommage brengt aan Guust Flater, haalt Geirnaert Kabouter Wesley nog eens boven. In de strip brengt Kabouter Wesley een kreeft naar Guust (hij kent het verschil niet tussen hommage en homard), en uiteindelijk wordt iedereen op de Robbedoesredactie ontslagen, behalve Wesley en de kreeft.